# ČZ 250 typ 968
ČZ 250 typ 968 byl první hromadně vyráběný a v bedně dodávaný tovární motocykl značky ČZ.